# 扳指
扳指，又称搬指、挷指、班指，古称韘、决、螭玦等，是一种套在拇指上的指环形器物，最早是射箭器具，后逐渐发展为个人装饰用的珠宝和身份的象征，在世界多个民族中均有运用。

## 汉式扳指

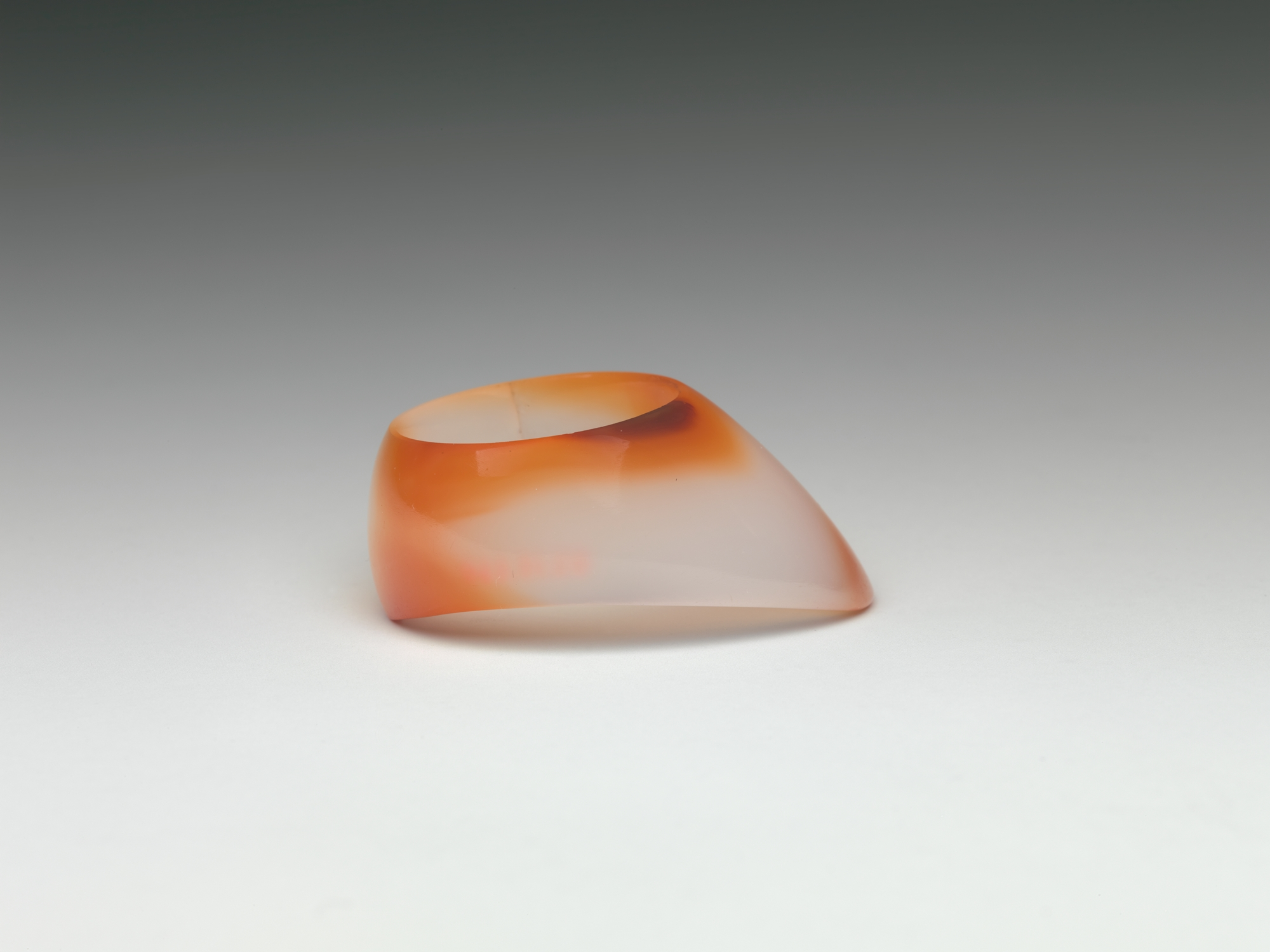
清代汉式玛瑙扳指

汉族式样的扳指通常被称为“韘”或“决”。目前已知最早的韘出土于殷墟妇好墓。韘的作用是开弓时套在右手拇指上，从而起保护手指作用。古代少年佩韘开弓被认为是长大成人已具备某种能力的象征。当时用于射箭的韘通常用硬木、象骨等材料制作，身份尊贵者用玉。至汉晋时期，逐渐演变成带有装饰性质的“韘式佩”。
唐朝至元朝时期，目前未见玉韘或韘式佩出土，宋朝、元朝人的记载中已经开始对韘的理解有所模糊。明朝时期，韘式佩又开始在一定程度上流行开来，时人记载中称其为“螭玦”，有单螭玦、双螭玦、九螭玦等款式。其中有一些是汉代文物，其余多为明代仿品。尽管汉及之后墓葬中目前未曾有韘出土，但当时的行伍之人中骑射者仍有使用，只是基本不用珍贵材料制作，所以不被广泛关注。

## 满族扳指

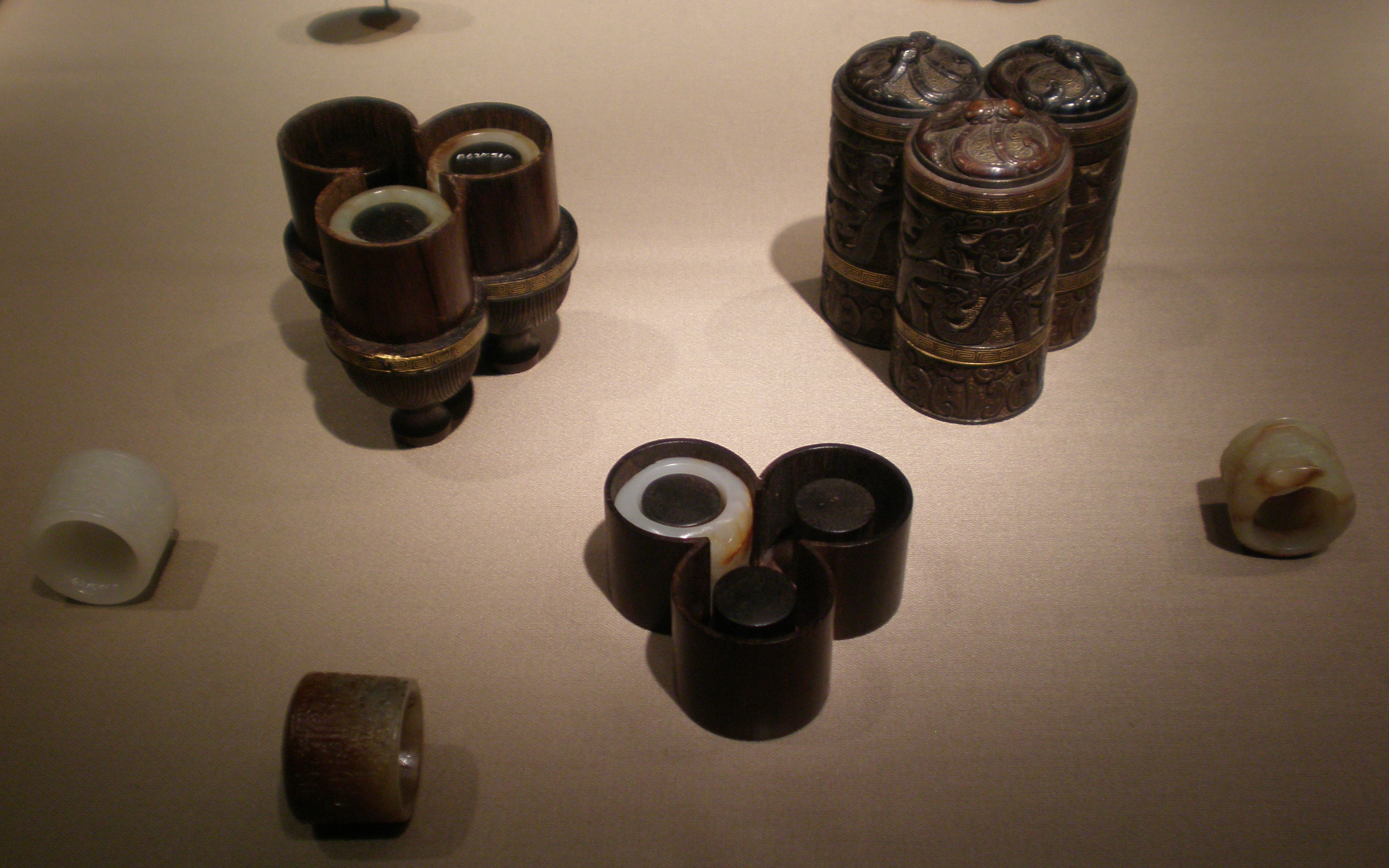
清代满族式样玉扳指

满族扳指（穆麟德轉寫：fergetun）因早期用料多出自耐磨且透气性较好的驼鹿角，故俗称“堪达汉”（穆麟德轉寫：kandahan），满语驼鹿之意。
在清代骑射文化盛行的满族中，当时八旗将士几乎人手一枚驼鹿角扳指，以血线“黑章环绕”者为贵，可值“数万钱”。乾隆帝视扳指为满族尚武传统的象征，在其影响下，扳指逐渐从一种实用工具演变为旗人之间的身份象征。材质也变得更加多样，从驯鹿角拓展至玉、翡翠、玛瑙、象牙、金银、珐琅等。皇帝及王公大臣佩戴的扳指往往雕刻精美，并镶嵌宝石，以示身份，皇帝还经常将扳指作为贵重礼品赏赐给大臣。扳指常配有扳指套，以便于携带。乾隆帝在八旬万寿盛典时赏赐诸王公贝勒大臣玉扳指的同时，也随赐扳指套。
满族扳指式样来自蒙古族使用的角韘、革韘，多为桶型，有诗句花纹雕刻者为“文扳指”；素面者为“武扳指”之分。清宫内务府也有收藏汉式玉韘，但仅被统治者视为文玩。

## 其他

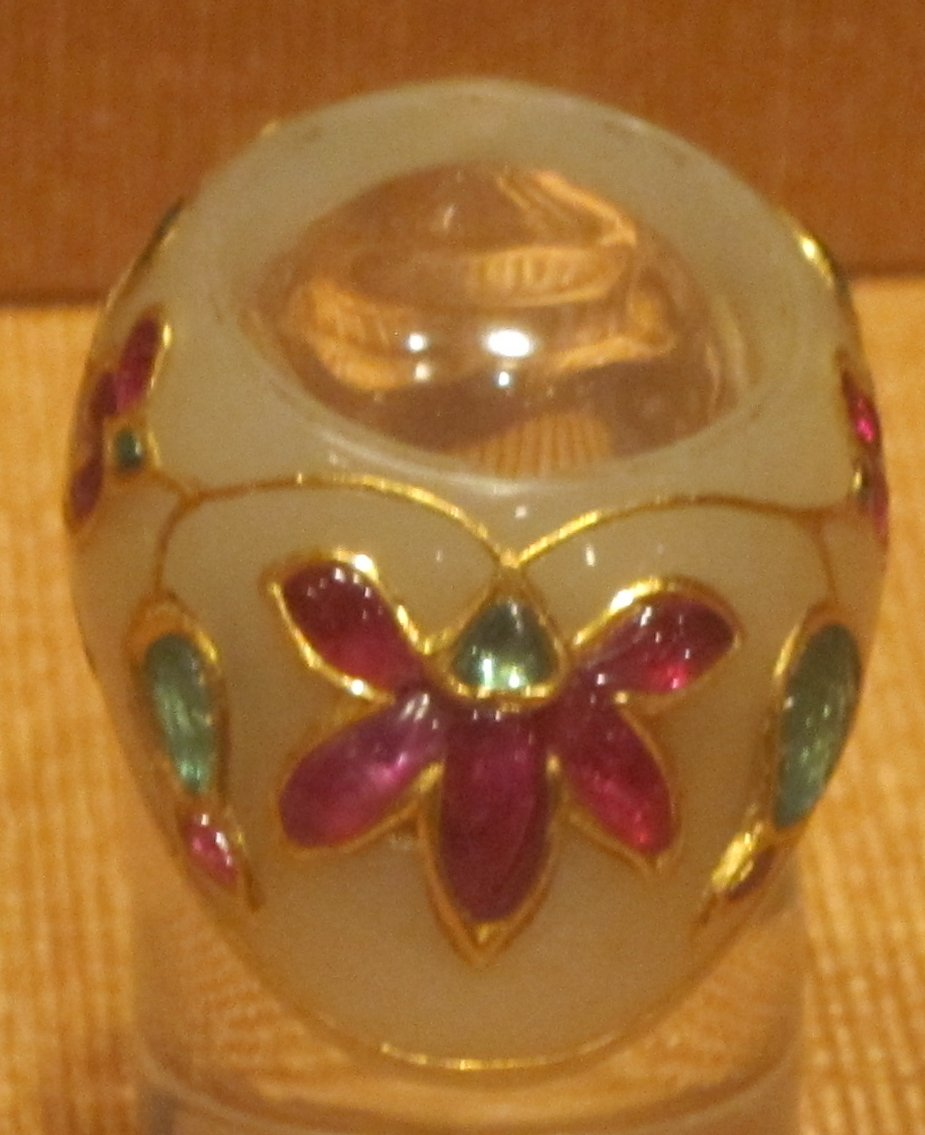
莫卧儿帝国时期玉扳指

受蒙古文化影响的萨菲王朝、莫卧儿王朝的贵族后裔，也流行使用梯形式样的扳指，而且不仅戴于拇指，也可以系挂在腰间。这种风尚主要在当时的皇帝和王子之间使用。因其形制与明制玉韘几乎完全相同，有可能与其政权元、明时期的文化交流有关。

### 引用
1. ↑  《清稗类钞·服饰类·扳指》：“扳指，一作搬指，又作挷指，又作班指，以象牙、晶玉为之，著于右手之大指，实即古所谓韘。“
2. ↑  许晓东 2012，第49，57頁
3. ↑  许晓东 2012，第50頁
4. ↑  许晓东 2012，第49-55頁
5. ↑  许晓东 2012，第55-56頁
6. ↑  许晓东 2012，第57頁
7. ↑  胡增益 1994，第266頁
8. ↑  《清高宗御制诗集·四集·卷五四·堪达汉》：“似鹿魁而壮，如驴逸且颀。驰山艰却缓，履洳迅如飞。项似垂膺鞅，角堪为指机。释名翻尔雅，□兽是耶非。”
9. ↑  胡增益 1994，第471頁
10. ↑  《黑龙江外纪》：“（驼鹿角）色如象牙，以制射，盛暑无秽气，然黑章环绕，匀而不晕者，截数角不得其一，值数万钱。”
11. ↑  许晓东 2012，第60-62頁
12. ↑  许晓东 2012，第60頁
13. ↑  周简段 1998，第134頁
14. ↑  许晓东 2012，第62頁
15. ↑  许晓东 2012，第66頁